# .ve
.ve — в Інтернеті, національний домен верхнього рівня (ccTLD) для Венесуели.

## Домени 2-го та 3-го рівнів
В цьому національному домені нараховується близько 2,770,000 вебсторінок (станом на січень 2007 року).
У наш час використовуються та приймають реєстрації доменів 3-го рівня такі доменні суфікси (відповідно, існують такі домени 2-го рівня):
| Суфікс   | Регламентовані користувачі                                            |
| .co.ve   | Комерційні установи, корпорації                                       |
| .com.ve  | Комерційні установи, корпорації                                       |
| .edu.ve  | Наукові та дослідницькі установи, коледжі, університети або інститути |
| .gob.ve  | Державні та урядові установи                                          |
| .gov.ve  | Державні та урядові установи                                          |
| .info.ve | Вебмайданчики інформаційного змісту                                   |
| .int.ve  | Міжнародні організації                                                |
| .mil.ve  | Військові організації                                                 |
| .net.ve  | Провайдери, організації, пов'язані з мережами                         |
| .org.ve  | Неприбуткові, неурядові організації                                   |
| .web.ve  | Вебмайданчики                                                         |